# Buffy contre les vampires, Saison huit
Buffy contre les vampires, Saison huit, est une série de comic books éditée par Dark Horse Comics. Le Comic sert de suite canonique à la fin de la série Buffy contre les vampires. Elle est produite par Joss Whedon qui a écrit le premier arc, Un long retour au bercail (The Long Way Home). Le premier numéro est sorti le 14 mars 2007 aux États-Unis. La publication française par le label Fusion Comics des Éditions Soleil et Panini Comics France a débuté en 2008. 
Les comics #1 à 25 ont déjà été traduits dans 5 volumes. 
À l'origine, la série était censée se composer d'environ 25 numéros, mais le rédacteur de la série Scott Allie a confirmé que la saison 8 de Buffy contiendrait 40 numéros.  
Une neuvième saison , éditée à partir de septembre 2011, fait suite directement aux événements dramatiques de la fin de la saison huit. 

## Détail de l'intrigue
L'histoire débute au moins un an et demi après les événements de La Fin des temps, plaçant l’histoire à peu près au dernier semestre 2004 et après les événements d'Angel: After the Fall. La saison 8 de Buffy met en avant le fait qu'il existe désormais des milliers de Tueuses de vampires et que ce choix a déséquilibré la "balance cosmique" entre le bien et le mal. Le Scooby-gang se bat alors contre un puissant ennemi qui s'attaque directement aux Tueuses.
Alex et Buffy commandent à présent une centrale située dans une citadelle en Écosse. Ils ont à leur disposition, une grande armée de médiums, de sorcières et de tueuses, avec une vaste quantité d’armes technologiques. Il y a 1 800 tueuses dans le monde selon Buffy, environ 500 qui travaillent avec elle, séparées en dix équipes, Andrew responsable de plusieurs en Italie méridionale, et Giles responsable lui aussi d'une grande armée de tueuses en Angleterre. 
À la suite de la destruction de Sunnydale, l’armée des États-Unis considère les Tueuses comme une armée opérant à des fins terroristes et caractérise Buffy comme chef « charismatique, impitoyable et totalement dévastatrice ». Le Général Voll, un membre d’un projet gouvernemental du même genre que l’initiative, décrit sa crainte de leurs ressources et de leur puissance. Le gouvernement s’est allié avec les survivants de Sunnydale, Amy Madison et Warren Mears. Tous les deux cherchent à se venger. Ils incarnent des méchants, un nouveau rôle pour Amy. 
On voit aussi les répercussions que Dawn subit en ayant fréquenté un garçon appelé Kenny (un thricewise, en Version Française: Un Mimir) qui l'a rendue géante. Buffy, Giles, Leah, et Willow pensent isolément que c’est en couchant avec lui qu’elle est devenue géante.
On apprendra un peu plus tard que c'est parce que Dawn a couché avec le colocataire de Kenny, Nick, qu'elle est devenue ainsi. Dans l'arc Autre Temps, Autre Tueuse, Dawn subit une nouvelle transformation, elle devient un centaure. Alex lui apprendra alors qu'elle subira trois transformations avant de redevenir normale ! Ce n'est que dans l'épisode Living Doll que Dawn subit sa dernière transformation : elle devient une marionnette. C'est grâce à Kenny et Buffy que Dawn sera sauvé d'un collectionneur assez particulier, et redeviendra définitivement normale.
Par la suite, un revirement de situation dû à Harmony rend encore plus difficile la tâche des Tueuses car les vampires sont adorés par les humains et les Tueuses pourchassées comme lors des chasses aux sorcières. Les Tueuses décident alors de renoncer à leurs pouvoirs pour ne plus être pourchassées par les Hommes ou par Crépuscule qui peut les localiser avec la magie. Crépuscule retrouve la trace des Tueuses en Asie où elles espèrent se libérer de leurs pouvoirs comme l'a fait Oz, qui va leur enseigner la façon de faire. Les Tueuses et Willow parviennent à se séparer de leurs pouvoirs et se préparent à affronter l'armée de Crépuscule. Voyant que sans leurs pouvoirs magiques elles risquent de perdre, Buffy invoque trois déesses qui attaquent l'armée de Crépuscule avant que l'une d'elles ne s'en prenne à Buffy qui en revenant à elle, se rend compte qu'elle vole.
Crépuscule est parvenu à enlever Andrew, Giles et Faith. Crépuscule révèle au groupe que le fait qu'il y ait autant de Tueuse déstabilise l'équilibre entre le Bien et le Mal et révèle sa véritable identité : Angel. Le vampire est intervenu pour empêcher le véritable ennemi d'intervenir en réduisant le nombre de Tueuses. Puis Buffy retrouve Angel et le couple se reforme après avoir vu leurs corps irradiés de lumière grâce à leurs pouvoirs divins. Giles explique que Buffy et Angel ont été choisis pour sauver ou détruire le monde. Mais lorsque de nombreux démons attaquent ses amis, Buffy redescend leur prêter main-forte avec ses nouveaux pouvoirs. Angel et Buffy éliminent un grand nombre de démons jusqu'à l'arrivée de Spike qui dit vouloir éliminer Crépuscule...
Les détails suivants sont sujets aux changements
- Whedon projette de faire revenir tous les personnages récurrents, même si le casting sera lentement présenté au cours de la série :

Tout d'abord, lors du premier épisode du premier arc, seuls Buffy Summers, Alexander Harris, et Dawn Summers sont présents comme personnages principaux.
Lors de l'"épisode" 2/4 du même arc, Rupert Giles, Andrew Wells et Willow Rosenberg rejoignent le Scooby-gang.
Ce n'est qu'à partir du second Arc Pas d'avenir pour toi ! que Faith Lehane réapparaît.
Quant à Oz, il ne réapparaîtra qu'à partir du cinquième arc centré sur lui.
- Angel et Spike apparaissent à la fin de la Saison 8.
- Faith apparaît dans le deuxième arc de la série, écrit par Brian K. Vaughan, elle se trouve en Angleterre. L’arc de Faith nous dévoile une nouvelle Tueuse rebelle.
- Riley Finn réapparaît également dans la saison 8. Il est la taupe de Crépuscule dans le Scoobie Gang. D'ailleurs, dans l'arc Autre Temps, Autre Tueuse, il a partagé un rendez-vous avec Buffy. On l'apprend quand il le dit à Crépuscule.
- Les nouveaux personnages incluent de nouvelles tueuses de vampires, Renee, Leah, Rowena et Satsu. Elles sont mentionnées dans le troisième numéro, en plus des tueuses de vampires créées lors de la Saison sept de Buffy. Rona et Vi devraient apparaître dans le cinquième numéro, The Chain.
- Dark Horse Comics a tenu un concours pour qu'un lecteur apparaisse dans le Comic. Le gagnant était Robin Balzer, une femme handicapée qui a trouvé consolation dans Buffy.

## Auteurs annoncés
- Joss Whedon
- Brian K. Vaughan
- Brad Meltzer
- Jeph Loeb
- Steven S. DeKnight
- Jane Espenson
- Drew Goddard
- Drew Z. Greenberg
- Doug Petrie
- Georges Jeanty
- Andy Owens
- Dave Stewart

## Numéros
Parution américaine
- Numéro #1 : Un long retour au bercail, Partie 1, écrit par Joss Whedon, illustré par Georges Jeanty, 14 mars 2007
- Numéro #2 : Un long retour au bercail, Partie 2 écrit par Joss Whedon, illustré par Georges Jeanty, 4 avril 2007
- Numéro #3 : Un long retour au bercail, Partie 3 écrit par Joss Whedon, illustré par Georges Jeanty, 2 mai 2007
- Numéro #4 : Un long retour au bercail, Partie 4 écrit par Joss Whedon, illustré par Georges Jeanty, 6 juin 2007
- Numéro #5 : The Chain" écrit par Joss Whedon, illustré par Paul Lee, 1er août 2007
- Numéro #6 : No Future For You, Part 1 écrit par Brian K. Vaughan, illustré par Georges Jeanty, 8 septembre 2007
- Numéro #7 : No Future For You, Part 2 écrit par Brian K. Vaughan, illustré par Georges Jeanty, 3 octobre 2007
- Numéro #8 : No Future For You, Part 3 écrit par Brian K. Vaughan, illustré par Georges Jeanty, 7 novembre 2007
- Numéro #9 : No Future For You, Part 4 écrit par Brian K. Vaughan, illustré par Georges Jeanty, 5 décembre 2007
- Numéro #10 : Anywhere but Here écrit par Joss Whedon, illustré par Cliff Richards, 2 janvier 2008
- Numéro #11 : A Beautiful Sunset écrit par Joss Whedon, illustré par Georges Jeanty, 6 février 2008
- Numéro #12 : Wolves at the Gate, Part 1 écrit par Drew Goddard, illustré par Georges Jeanty, 5 mars 2008
- Numéro #13 : Wolves at the Gate, Part 2 écrit par Drew Goddard, illustré par Georges Jeanty, 2 avril 2008
- Numéro #14 : Wolves at the Gate, Part 3 écrit par Drew Goddard, illustré par Georges Jeanty, 7 mai 2008
- Numéro #15 : Wolves at the Gate, Part 4 écrit par Drew Goddard, illustré par Georges Jeanty, 4 juin 2008
- Numéro #16 : Time of your Life, Part 1 écrit par Joss Whedon, illustré par Karl Moline, 2 juillet 2008
- Numéro #17 : Time of your Life, Part 2 écrit par Joss Whedon, illustré par Karl Moline, 6 août 2008
- Numéro #18 : Time of your Life, Part 3 écrit par Joss Whedon, illustré par Karl Moline, 3 septembre 2008
- Numéro #19 : Time of your Life, Part 4 écrit par Joss Whedon, illustré par Karl Moline, 26 novembre 2008
- Numéro #20 : After These Messages... We'll Be Right Back!" écrit par Joss Whedon, illustré par Georges Jeanty et Eric Wight, 17 décembre 2008
- Numéro #21 : Harmonic Divergence écrit par Jane Espenson, illustré par Georges Jeanty, 7 janvier 2009
- Numéro #22 : Swell écrit par Steven S. Deknight, illustré par Georges Jeanty, 4 février 2009
- Numéro #23 : Predators and Prey écrit par Drew Z. Greenberg, illustré par Georges Jeanty, 4 mars 2009
- Numéro #24 : Safe écrit par Jim Krueger, illustré par Cliff Richards, 1er avril 2009
- Numéro #25 : Living doll" écrit par Doug Petrie, illustré par Georges Jeanty, 6 mai 2009
  - Hors-Série : Tales of the Vampires écrit par Becky Cloonan, illustré par Vasilis Lolos, 3 juin 2009
- Numéro #26 : Retreat, Part 1 écrit par Jane Espenson, illustré par Georges Jeanty, 1er juillet 2009
- Numéro #27 : Retreat, Part 2 écrit par Jane Espenson, illustré par Georges Jeanty, 5 août 2009
- Numéro #28 : Retreat, Part 3 écrit par Jane Espenson, illustré par Georges Jeanty, 2 septembre 2009
- Numéro #29 : Retreat, Part 4 écrit par Jane Espenson, illustré par Georges Jeanty, 7 octobre 2009
- Numéro #30 : Retreat, Part 5 écrit par Jane Espenson, illustré par Georges Jeanty, 4 novembre 2009
  - Hors-Série : Willow écrit par Joss Whedon, illustré par Karl Moline, 23 décembre 2009
- Numéro #31 : Turbulence écrit par Joss Whedon, illustré par Georges Jeanty, 13 janvier 2010
- Numéro #32 : Twilight, Part 1 écrit par Brad Meltzer, illustré par Georges Jeanty, 3 février 2010
- Numéro #33 : Twilight, Part 2 écrit par Brad Meltzer, illustré par Georges Jeanty, 3 mars 2010
- Numéro #34 : Twilight, Part 3 écrit par Brad Meltzer, illustré par Georges Jeanty, 7 avril 2010
- Numéro #35 : Twilight, Part 4 écrit par Brad Meltzer, illustré par Georges Jeanty, 5 mai 2010
  - Hors-Série : Riley écrit par Jane Espenson, illustré par Karl Moline, 18 août 2010
- Numéro #36 : Last Gleaming, Part 1 écrit par Joss Whedon, illustré par Georges Jeanty, 1er septembre 2010
- Numéro #37 : Last Gleaming, Part 2 écrit par Joss Whedon, illustré par Georges Jeanty, 6 octobre 2010
- Numéro #38 : Last Gleaming, Part 3 écrit par Joss Whedon, illustré par Georges Jeanty, 3 novembre 2010
- Numéro #39 : Last Gleaming, Part 4 écrit par Joss Whedon, illustré par Georges Jeanty, 1er décembre 2010
- Numéro #40 : Last Gleaming, Part 5 écrit par Joss Whedon, illustré par Georges Jeanty, 19 janvier 2011

Parution française
- Tome #1 : Un long retour au bercail Juillet 2008 (contient les numéros 1 à 5)
- Tome #2 : Pas d'avenir pour toi ! Septembre 2008 (contient les numéros 6 à 10)
- Tome #3 : Les loups sont à nos portes Février 2009 (contient les numéros 11 à 15)
- Tome #4 : Autre temps, autre tueuse Juin 2009 (contient les numéros 16 à 20)
- Tome #5 : Les Prédateurs Novembre 2009 (contient les numéros 21 à 25)
- Tome #6 : Retraite Juin 2010 (contient les numéros 26 à 30)
- Tome #7 : Crépuscule Novembre 2010 (contient les numéros 31 à 35 avec le hors-série Willow)
- Tome #8 : La Dernière Flamme Mai 2011 (contient les numéros 36 à 40 avec le hors-série Riley)

## Personnages

### Personnages Principaux
- Buffy Summers
- Alexander Harris
- Willow Rosenberg
- Satsu (Tueuse)
- Rupert Giles
- Dawn Summers
- Andrew Wells

### Personnages Secondaires
- Amy Madison
- Warren Mears
- Faith Lehane
- Leah (Tueuse)
- Rowena (Tueuse)
- Renee (Tueuse)
- General Voll
- Angel
- Spike
- Oz

### Guest Apparences
- Dracula
- Ethan Rayne
- Kennedy
- Whistler
- Le Maître

## Prix et récompenses
2008 : Prix Eisner de la meilleure nouvelle série